# Aleksander Gierszanin
 Alojzy Bohdan Aleksander Gierszanin (ur. 8 października 1932 w Grodnie, zm. 12 stycznia 2010 w Opolu) – polski aktor teatralny i filmowy, reżyser teatralny, dyrektor teatru.

## Życiorys
Podczas kariery scenicznej używał drugiego lub trzeciego imienia. Po zakończeniu II wojny światowej przeniósł się do Gorzowa Wielkopolskiego, gdzie ukończył Technikum Pocztowe (1952), a następnie rozpoczął studiowanie polonistyki na Uniwersytecie Poznańskim. Studia te przerwał, zdając na Państwową Wyższą Szkołę Teatralną w Warszawie, której dyplom otrzymał w 1957 roku. Jeszcze podczas nauki występował w Teatrze Domu Wojska Polskiego (1956-1957). Następnie został zaangażowany do Teatru im. Aleksandra Fredry w Gnieźnie, gdzie grał w latach 1957-1959.
W 1959 roku przeniósł się do Szczecina, gdzie występował w tamtejszych Państwowych Teatrach Dramatycznych. W latach 1975–1976 pełnił funkcję dyrektora i kierownika artystycznego PTD, a następnie grał w Teatrze Polskim (1976-1978). Podczas pobytu w tym mieście współpracował również z innymi tamtejszymi scenami teatralnymi: Teatrem Krypta, gdzie był kierownikiem artystycznym (1968-1969) oraz Teatrem "13 Muz", gdzie występował i reżyserował. Ponadto był przewodniczącym Komisji Kultury Wojewódzkiej Rady Narodowej w Szczecinie oraz członkiem PZPR.
W kolejnych latach występował w Teatrze Dramatycznym w Elblągu (1978-1984), Teatrze im. Jana Kochanowskiego w Opolu (1984-1994, 1995-2000) oraz Teatrze im. Wilama Horzycy w Toruniu (1994-1995).
W latach 50. XX wieku zawarł związek małżeński z aktorką Marią Bakka. Został pochowany na cmentarzu komunalnym w Opolu-Półwsi.

### Odznaczenia i nagrody
- Złoty Krzyż Zasługi (1961)
- Nagroda Zarządu Głównego Związku Zawodowego Pracowników Kultury i Sztuki (1965)
- Nagroda Centralnej Rady Związków Zawodowych i Prezydium Wojewódzkiej Komisji Związków Zawodowych (1965)
- Odznaka „Zasłużony Działacz Kultury” (1966)
- Nagroda Prezydium Wojewódzkiej Rady Narodowej w Szczecinie (1970)
- Medal 30-lecia Polski Ludowej (1975)
- Odznaka Honorowa Gryfa Pomorskiego (1975)
- Nagroda Ministra Kultury i Sztuki za aktywny udział w ogólnopolskiej akcji „Teatr 75” (1975)
- wpis do Księgi „Zasłużony dla Ziemi Szczecińskiej” (1975)
- Nagroda "Bliżej Teatru" (1978)
- Medal 40-lecia Polski Ludowej (1986)
- Krzyż Kawalerski Orderu Odrodzenia Polski

## Filmografia
- Tamań (1969) – Wiktor Grotowicz, komendant twierdzy (rola dubbingowana przez Tadeusza Schmidta)
- W te dni przedwiosenne (1975)
- Blisko, coraz bliżej (1986) – odc. 14
- Świat według Kiepskich (2000) – profesorek (odc. 14)